# 雅努什·科尔温-米克
雅努什·科尔温-米克（波蘭語：Janusz Korwin-Mikke，發音：[ˈjanuʂ ˈkɔrvʲin ˈmʲikkɛ]，1942年10月27日—），波兰极右翼政治人物、古自由意志主义者和作家。2014年至2018年，他一直担任欧洲议会议员。他曾经是新右翼大会（KNP）的领导人，该党2011年成立，是自由与合法性的继承者，后者2009年起由他领导。1990年至1997年以及1999年至2003年间，他曾是现实政治联盟的领导人。目前，他是科尔温党主席。2019年以来，他担任波兰众议院议员，从自由与独立联盟选举名单中当选。

## 传记
1942年10月27日，雅努什·科尔温-米克出生于德国占领的华沙，是雷沙德·米克和玛丽亚·罗索恰卡的独生子。他的父亲是国家航空公司一个工程部门的负责人。1944年华沙起义期间母亲去世后，他由祖母和后来的继母照顾。雅努什·科尔温-米克的曾祖父是古斯塔·伊兹多·米克（又名穆克），他是凯尔采一位酿酒商塞缪尔·贝尼亚明·穆克的儿子和塞缪尔·穆克的孙子。
他曾就读于华沙大学数学系和哲学系。由于从事反共活动，1964年他在学习心理学、法学、哲学和社会学时被共产党当局拘留。在1968年波兰政治危机期间，他因参与学生抗议而再次被捕入狱并被驱逐出大学。尽管JKM从事反共活动，但他还是被恢复了学位，并获准在克莱门斯·萨尼亚夫斯基院长的指导下完成学业。他成功地为自己的硕士论文斯蒂芬·图尔明观点的方法论方面）进行了答辩，该论文是在亨利克·扬科夫斯基的指导下撰写的。
科尔温-米克在米尔顿·弗里德曼访问欧洲倡导自由市场政策时会见了弗里德曼。弗里德曼在回忆录中写到了雅努什·科尔温-米克：
与我通信的雅努什·科尔温-米克在解放前作为地下出版商一直很活跃，翻译了《资本主义与自由》和哈耶克《通往奴役之路》以及其他自由意志主义文学作品。随后，他在一个严格的自由意志主义纲领下竞选总统。当我们在华沙的时候，他的真实政策联盟坐落在一座旧住宅里，那是一座由小办公室组成的迷宫，所有的办公室都被积极致力于传播自由意志主义福音的年轻人占据。我们和他们进行了非常愉快、热烈的讨论。——米尔顿·弗里德曼，《两个幸运的人：回忆录》——米尔顿·弗里德曼；罗丝·弗里德曼
1962年至1982年，他是民主主义者联盟党员。1980年8月，他支持什切青造船厂工人的政治罢工，后来他成为NSZZ独立工匠“团结工会”（独立工匠联盟）的顾问。1987年，他成立了一个民族保守、经济自由的政党，名为（现实政治运动），后来更名为（UPR，现实政治联盟）。1990年，他创办了一家周报（是时候了！）。
科尔温-米克是波兰第三共和国第一届众议院议员。他是1992年5月28日审查决议的发起人，该决议要求内务部长披露所有曾是共产党秘密警察的政治家的姓名。公开的名单上有许多大多数政治派别的著名政治家。这导致政府被反对派和总统莱赫·瓦文萨推翻。

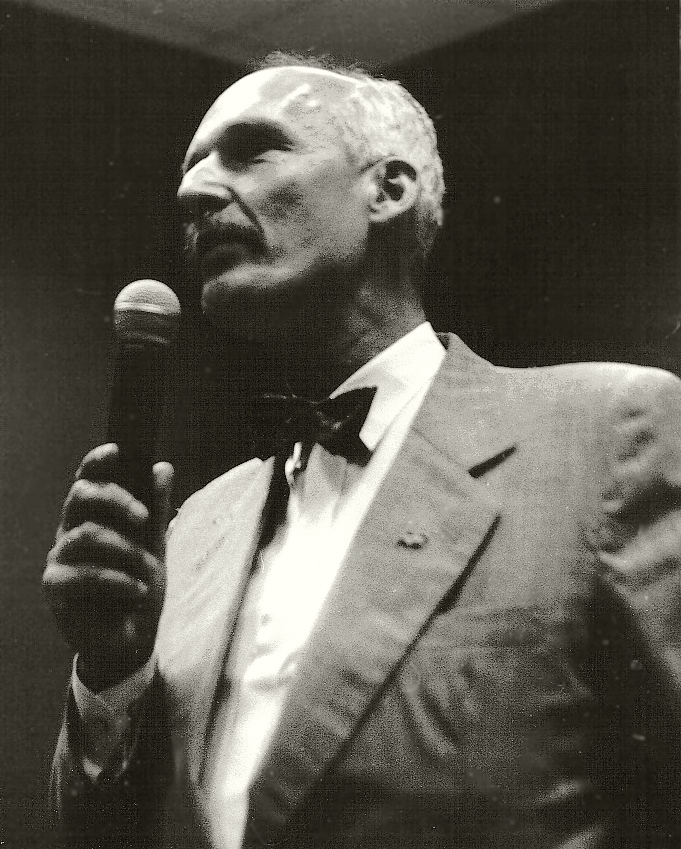
在2000年波兰总统选举期间

他是其政党在波兰总统选举中的候选人，1995年获得2.4%的选票，2000年获得1.43%的选票，2005年获得1.4%的选票，2010年获得2.48%的选票，2015年获得3.3%的选票。2018年，他与其他几位政治家共同创建了一个欧洲怀疑主义的政党自由与独立联盟。2019年，他被选为波兰众议院议员。他自称是君主主义者，声称民主是“有史以来构想的最愚蠢的政府形式”。雅努什·科尔温-米克是前职业定约桥牌手。他与安杰伊·马切斯扎克共同撰写了一本关于这一主题的畅销书。
2008年，他的博客是波兰最受欢迎的政治博客。
他经常提到诸如弗雷德里克·巴斯夏、亚历克西·德·托克维尔、弗里德里希·哈耶克、米尔顿·弗里德曼、玛格丽特·撒切尔这样的人物。

## 争议

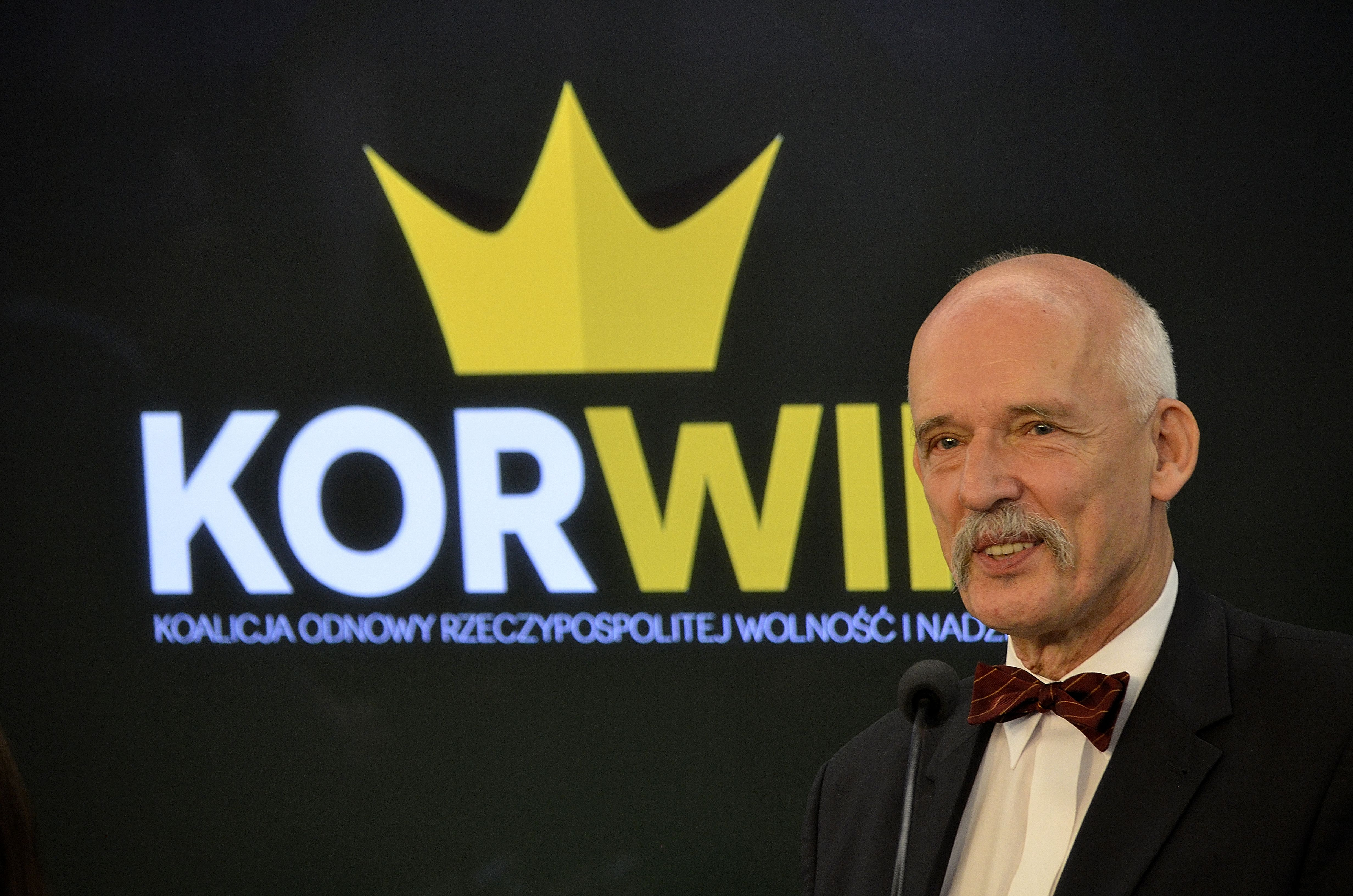
科尔温-米克在波兰众议院的记者招待会期间，2015年

在查理周刊袭击事件后举行的欧洲议会全体会议上，科尔温-米克对公众对这些事件的反应表示不满，他在笔记本电脑上键入“我不是查理。我支持死刑”并向公众展示，而不是像其他欧洲议会议员一样举着“Je suis Charlie”（我是查理）的牌子。

### 性别歧视指控
1991年，他出版了他的男性指南《父亲的手册》，在这本书中，他写了许多被认为是极具争议性和性别歧视的建议，例如“如果你不能以任何方式解决与妻子的冲突，如果你不能说服她，那么，不幸的是，你必须使用武力。”
他认为平均而言，女性不如男性聪明，并引用国际象棋的结果来支持他的观点。此外，他还引用撒切尔夫人作为他的政治榜样。他还指出，强奸和自愿性行为之间的区别非常微妙，甚至可以说“如果你了解女人的本性，先生，你就会知道在每一次性交中都有强奸的成分”。他进一步声称：“有一种假设认为，男人的态度会传递给和他们睡觉的女人”。
2017年3月1日，科尔温-米克在欧洲议会关于性别薪酬差距的辩论中指出，由于女性“更小、更弱、更不聪明”，女性的平均薪酬低于男性，因此引发了争议。两天后，科尔温-米克进一步发表评论，称有一种刻板印象，即“女性与男性具有相同的智力潜力”，“必须予以摧毁，因为这是不正确的”。后来，他在欧洲议会全体会议上被停职10天。2018年5月，欧盟普通法院取消了所有制裁，并命令欧洲议会归还罚款。

### 种族主义指控
2014年，科尔温-米克因“以种族主义方式表达自己”而被欧洲议会议长马丁·舒尔茨处以罚款。这一决定是在7月16日科尔温-米克在全体会议上发表有关欧盟就业政策的讲话后作出的，他在讲话中说：“我们有2000万欧洲人，他们现在是欧洲的黑人”。根据他的说法，“黑人”一词并不是指犯罪，而是指约翰·列侬和小野洋子的歌“女人是世界的黑奴”。

### 歧视残疾人的指控
在2012年夏季残奥会期间，科尔温-米克写道，公众不应该“在电视上看到残疾人”。另一方面，他在2007年成立了“个人发展基金会”，帮助残疾人发展国际象棋技能。

### 反犹太主义指控
科尔温·米克有反犹太主义噱头和言论的历史。他在报道普鲁赫尼克居民殴打正统犹太人雕像的同时，宣传了关于犹太人的阴谋论。2020年，他在对COVID-19大流行发表评论时指出，反犹太种族迫害通过自然选择让犹太人变得强大，拉比可能是这一行动的策划者。科尔温·米克否认自己是反犹太主义者。

### 其他阴谋论
其他挑衅性言论包括他声称没有书面证据证明阿道夫·希特勒知道大屠杀。2015年4月15日，波兰新闻媒体Wiadomości援引科尔温·米克的话说，在乌克兰亲欧盟示威运动中开枪打死平民和警察的狙击手是在波兰接受训练的，他们代表中情局挑起骚乱。

### 对欧盟的批评
他提议欧盟委员会的贝尔莱蒙大厦可以更好的用作妓院。2015年7月，科尔温·米克在抗议统一的欧盟交通罚单的演讲中，敬纳粹礼并说“ein Reich，ein Volk，ein ticket”（一个国家，一个民族，一張罚单），因此被欧洲议会停职。

### 对社会福利的批评
在福利方面，他声称“如果有人给失业者钱，他的手应该被砍掉，因为他正在破坏人民的士气”。
2015年9月8日，科尔温·米克在欧洲议会就欧洲移民危机发表演讲，他将不愿工作、只对福利感兴趣的移民形容为“人类垃圾”。他的观点遭到了其他欧洲议会议员的批评。因此，科尔温·米克再次被欧洲议会停职10天，并被罚款3062欧元。